# 天鵝座KY

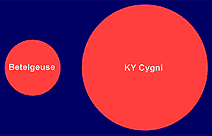
天鵝座KY和參宿四體積比較

天鹅座KY是一颗位于天鹅座的红超巨星。它是目前已知最大的恒星之一，直径是太阳的1420倍以上。亮度是太阳的30万倍以上。天鹅座KY距离地球大约5000光年。